# Sandra Frei
Sandra Frei (* 6. August 1984 in Flims) ist eine ehemalige Schweizer Snowboarderin. 
Sie wurde Junioren-Vize-Weltmeisterin 2003 im Snowboardcross und 2007 Vize-Weltmeisterin in der gleichen Disziplin an der WM in Arosa.
Im Weltcup gewann sie 2006 das Rennen in Kronplatz, 2008 in Chiesa in Valmalenco und in Arosa, 2009 in Bad Gastein.
Im Juli 2011 trat die Primarlehrerin vom Spitzensport zurück.